# Tříčíselný odhad
Tříčíselný odhad (Three point estimate) je metodika používaná v projektovém managementu pro zpřesnění odhadů. Požívá se v kombinaci s dalšími metodikami odhadu. Pracuje s rozdělením pravděpodobnosti. 

## Princip
Základem je získání tří různých odhadovaných hodnot.
- Optimistický odhad - o (optimistic)
- Nejpravděpodobnější odhad – m (most likelly)
- Pesimistický odhad – p (pesimistic)

S těmito odhady se dále počítá. Existuje několik více používaných matematických metod jak spočítat finální odhad, který bude následně použit při plánování.

## Metody výpočtu

### Trojúhelníkové rozdělení
Jedná se o matematicky nejjednodušší metodu. Výsledkem je tzv. střední hodnota.
{\displaystyle T={\frac {o+m+p}{3}}}.

### PERT
V metodice PERT se používá váženého průměru odhadů, přičemž je hodnotě nejpravděpodobnějšího odhadu přidělena váha 4.  
{\displaystyle T(PERT)={\frac {o+4*m+p}{6}}}

### PERT 95%
Z matematického pohledu lze spočítat standardní odchylku SD (standard deviation) nazývanou též směrodatnou odchylkou.
{\displaystyle SD={\frac {p-o}{6}}}
Při normálním rozdělení pravděpodobnosti leží 95% hodnot v rozsahu dvou směrodatných odchylek od střední hodnoty. Potom hodnota PERT 95% je spočtena následovně:
{\displaystyle T(PERT95)={\frac {o+4*m+p}{6}}+2*SD}

### Lichtenberg
V metodice PPS (practical project steering) vyvinuté společností Tieto je používána metoda, která snižuje váhu nejpravděpodobnějšího odhadu na 3. {en}
{\displaystyle T(Lichtenberg)={\frac {o+3*m+p}{5}}}